# Ē̃
Cette page contient des caractères spéciaux ou non latins. S’ils s’affichent mal (▯, ?, etc.), consultez la page d’aide Unicode.
Ē̃ (minuscule : ē̃), appelé E macron tilde, est un graphème utilisé dans certaines romanisations ou transcriptions phonétiques.
Il s’agit de la lettre E diacritée d’un macron et d’un tilde.

## Utilisation
Le E macron tilde est utilisé dans l’édition de l’Encyclopædia Britannica de 1911 pour transcrire le sindhi dans l’article « Sindhi and Lahnda ».

## Représentations informatiques
Le E macron tilde peut être représenté avec les caractères Unicode suivants :
- précomposé (latin étendu A, diacritiques) :

| formes    | représentations | chaînes de caractères | points de code | descriptions                                       |
| --------- | --------------- | --------------------- | -------------- | -------------------------------------------------- |
| majuscule | Ē̃               | Ē◌̃                    | U+0112 U+0303  | lettre majuscule latine e macron diacritique tilde |
| minuscule | ē̃               | ē◌̃                    | U+0113 U+0303  | lettre minuscule latine e macron diacritique tilde |

- décomposé (latin de base, diacritiques) :

| formes    | représentations | chaînes de caractères | points de code       | descriptions                                                   |
| --------- | --------------- | --------------------- | -------------------- | -------------------------------------------------------------- |
| majuscule | Ē̃               | E◌̄◌̃                   | U+0045 U+0304 U+0303 | lettre majuscule latine e diacritique macron diacritique tilde |
| minuscule | ẽ̄               | e◌̄◌̃                   | U+0065 U+0304 U+0303 | lettre minuscule latine e diacritique macron diacritique tilde |